# Hohenölsen

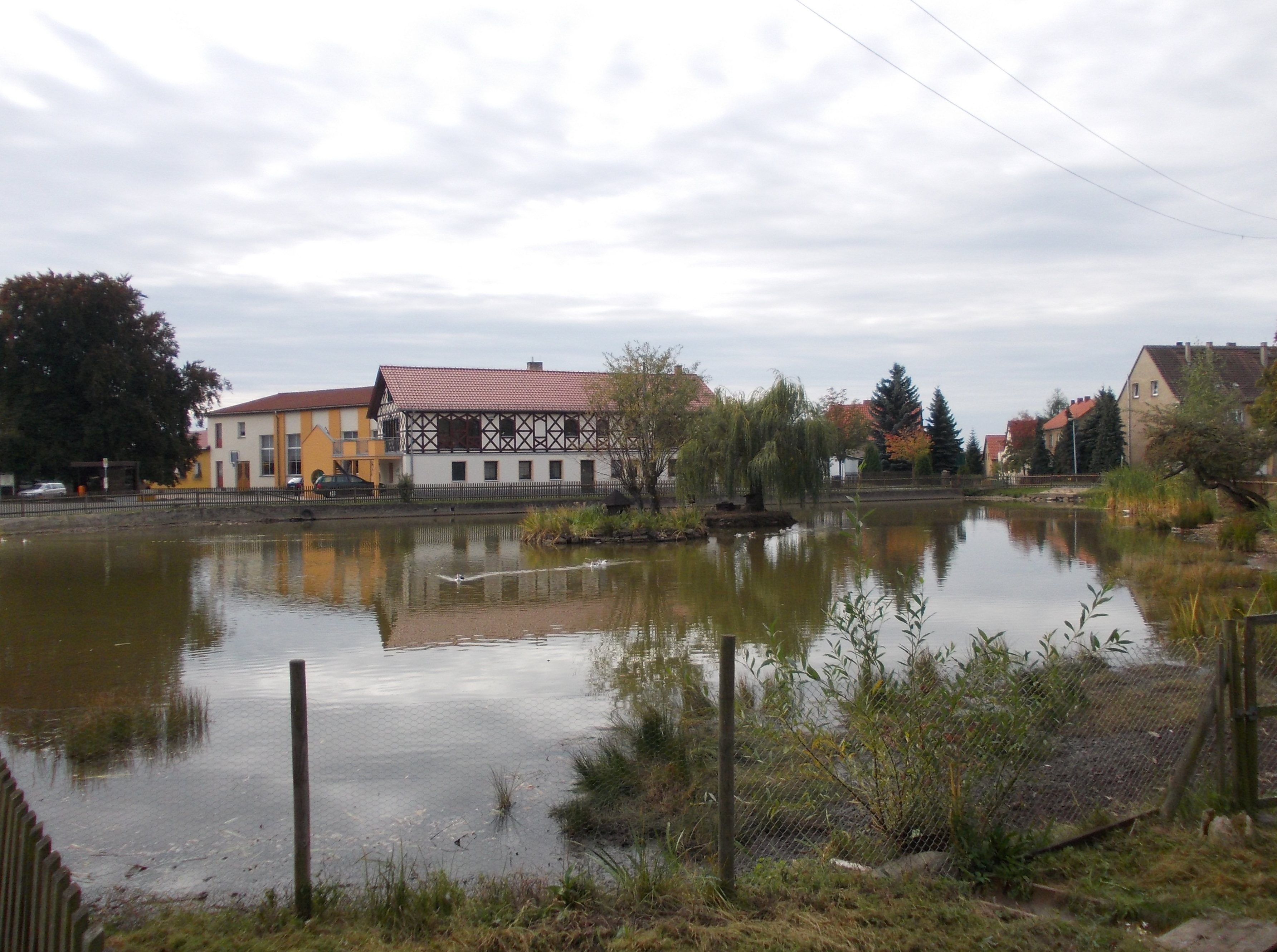
Teich in Hohenölsen

Hohenölsen ist ein Ortsteil der Stadt Weida im Landkreis Greiz in Thüringen.

## Geographie
Hohenölsen liegt auf einer Anhöhe im Thüringer Vogtland an der Bundesstraße 92 zwischen Weida und Greiz.
Zu Hohenölsen gehören auch die Ortschaften Neudörfel, Kleindraxdorf, Horngrund und Ölsengrund.

## Geschichte

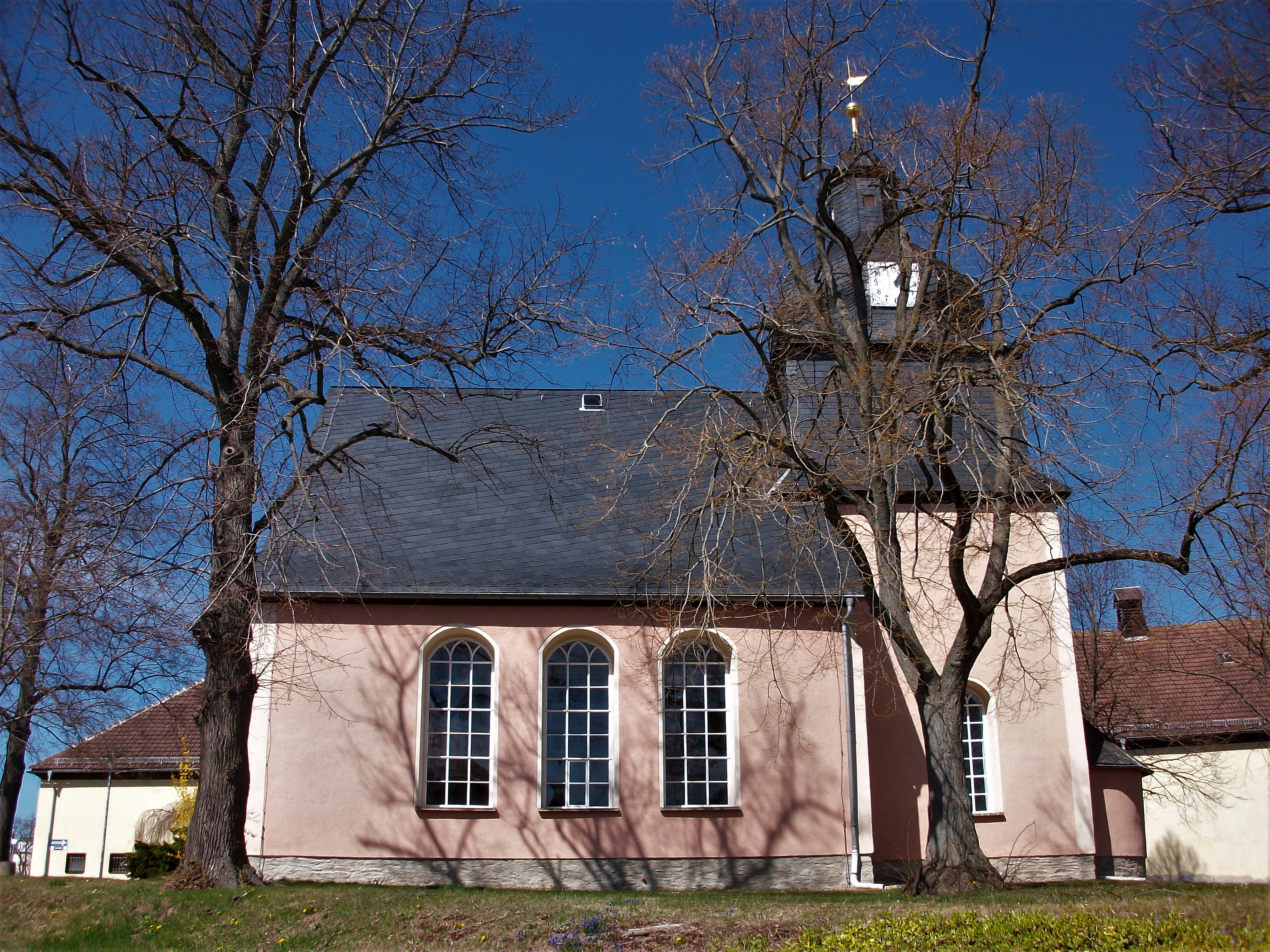
Kirche Hohenölsen (2022)

Unter den Vögten von Weida begann im 12. Jahrhundert der Landesausbau mit der Anlage von Dörfern und Burgen.
Der Sage nach wurde der 1356 erstmals erwähnte Ort von Bergmännern angelegt, die im Tal der Leuba nach Silber schürften. Ein zugehöriger Flurname „Silberloch“ haftet an einem aufgelassenen Steinbruch (heute als Geotop ausgewiesen und geschützt).
Bis 1918/19 war Hohenölsen zweigeteilt. Während der größere Teil des Dorfes zum Amt Weida gehörte, war das alte Rittergut Hohenölsen mit seinen Besitzungen und dem Ortsteil Neudörfel eine Enklave des kleinen Fürstentums Reuß ältere Linie.
Die wenige hundert Meter nordöstlich von Hohenölsen gelegene kleine Ortschaft Kleindraxdorf war früher eine wichtige Poststation an der Landstraße von Plauen nach Leipzig.
Am 1. Oktober 1922 wurden der reußische und der weimaraner Anteil der Gemeinde vereinigt. Ab 1991 war Hohenölsen Mitglied der Verwaltungsgemeinschaft Leubatal. Da diese am 31. Dezember 2013 aufgelöst wurde, ließ sich Hohenölsen in die Stadt Weida eingemeinden.

## Einwohnerentwicklung
Entwicklung der Einwohnerzahl (ab 31. Dezember 1994):
| - 1933 – 530 - 1939 – 544 - 1994 – 609 - 1995 – 613 - 1996 – 616 - 1997 – 665 | - 1998 – 705 - 1999 – 724 - 2000 – 719 - 2001 – 714 - 2002 – 704 - 2003 – 699 | - 2004 – 697 - 2005 – 703 - 2006 – 684 - 2007 – 666 - 2008 – 664 - 2009 – 636 | - 2010 – 628 - 2011 – 622 - 2012 – 607 |

 Datenquelle ab 1994: Thüringer Landesamt für Statistik

## Kultur und Sehenswürdigkeiten
Die Dorfkirche von Hohenölsen zeigt noch romanische Stilmerkmale aus der Erbauungszeit. Am höchsten Punkt des Ortes erbaut diente die Kirche auch den adeligen Besitzern des benachbarten Rittergutes als Grablege. Das einstige Herrenhaus wurde in der DDR-Zeit abgetragen, in den verfallenen Wirtschaftsgebäuden konnten sich mittelständische Betriebe ansiedeln. Am westlichen Ortsrand erstreckt sich der Gutspark.
Ein großer Teich befindet sich ebenfalls in unmittelbarer Nähe zur Kirche, ihn umgeben die einstige Dorfschule und das Gasthaus „Zur Rotbuche“. Der historische Ortskern setzt sich in östlicher Richtung talwärts fort und besteht überwiegend aus Vierseithöfen.

## Wirtschaft und Infrastruktur
Größter Arbeitgeber des Orts ist eine Produktionsstätte der Breckle GmbH, eines Matratzen- und Polsterbettenherstellers.
Hohenölsen ist mit seiner zentralen Lage im Landkreis Greiz Umstiegspunkt für die Regionalbusse der PRG Greiz. Die Linien 27, 28, 29 und 34 beginnen bzw. enden hier. Sie befahren die Bundes- und Verbindungsstraßen nach Wildetaube, Weida, Hohenleuben und Loitsch. Der Umsteigepunkt befindet sich am Anger in der Mitte des Ortes.
| Linie  | Strecke                               | Takt                               |
| ------ | ------------------------------------- | ---------------------------------- |
| PRG 27 | Greiz – Wildetaube – Hohenölsen       | HVZ: stündlich, NVZ: zweistündlich |
| PRG 28 | Zeulenroda – Hohenleuben – Hohenölsen | HVZ: stündlich, NVZ: zweistündlich |
| PRG 29 | Hohenölsen – Weida – Gera             | stündlich                          |
| PRG 34 | Weida – Steinsdorf – Hohenölsen       | einzelne Fahrten                   |

## Persönlichkeiten
- Hans Adolf von Spitznas (1699–1758), württembergischer Generalleutnant
- Paul Fischer (1894–1979), Matrose, Kämpfer gegen den Kapp-Putsch, Kommunal- und Landespolitiker (Spartakusbund/USPD/KPD/KPO) und Verlagsinhaber
- Erdmann Völckel senior (1816–1892), deutscher Rittergutsbesitzer und Abgeordneter
- Erdmann Völckel junior (1850–1945), deutscher Rittergutsbesitzer und Abgeordneter
- Paul Bräunlich (1866–1946), evangelischer Theologe und Schriftsteller
- Hermann Herzog (1877–1939), deutscher Zigarettenfabrikant und Politiker (SPD, USPD, SAP)